# Blauwbuikamazilia
De blauwbuikamazilia (Saucerottia saucerottei synoniem: Amazilia saucerottei) is een vogel uit de familie Trochilidae (kolibries).

## Verspreiding en leefgebied
Deze soort komt voor in noordwestelijk Zuid-Amerika en telt drie ondersoorten:
- S. s. warscewiczi: noordelijk Colombia en noordwestelijk Venezuela.
- S. s. saucerrottei: noordwestelijk Colombia.
- S. s. braccata: Mérida en Trujillo (westelijk Venezuela).

## Status
De grootte van de populatie is in 2019 geschat op 0,5-5 miljoen volwassen vogels. Op de Rode lijst van de IUCN heeft deze soort de status niet bedreigd.  